# Protium cuneatum
Protium cuneatum är en tvåhjärtbladig växtart som beskrevs av Swart. Protium cuneatum ingår i släktet Protium och familjen Burseraceae. Inga underarter finns listade i Catalogue of Life.